# Fegyvernek, Jász-Nagykun-Szolnok
Fegyvernek  este un sat în districtul Törökszentmiklós, județul Jász-Nagykun-Szolnok, Ungaria, având o populație de 6.810 locuitori (2011). 

## Demografie
Componența etnică a satului Fegyvernek
     Maghiari (94,71%)
     Romi (4,84%)
     Necunoscut (0,05%)
     Alții (0,4%)
Componența confesională a satului Fegyvernek
     Romano-catolici (40,38%)
     Fără religie (17,89%)
     Reformați (5,96%)
     Necunoscută (35,02%)
     Alte religii (1,17%)
Conform recensământului din 2011, satul Fegyvernek avea 6.810 locuitori. Din punct de vedere etnic, majoritatea locuitorilor (94,71%) erau maghiari, cu o minoritate de romi (4,84%). Apartenența etnică nu este cunoscută în cazul a 0,05% din locuitori. Nu există o religie majoritară, locuitorii fiind romano-catolici (40,38%), persoane fără religie (17,89%) și reformați (5,96%). Pentru 35,02% din locuitori nu este cunoscută apartenența confesională.